# 吉川徹 (演出家)
吉川 徹（よしかわ とおる、1961年7月29日 - 2015年7月29日）は、日本のミュージカル演出家。奈良県出身。早稲田大学文学部卒。

## 略歴
奈良県に生まれ、NHKの放送技術者だった父親の転勤にともない、東京・静岡・大阪・奈良など各地で育つ。大阪教育大学附属高等学校天王寺校舎時代には、同校の先輩であった俳優・辰巳琢郎が結成した同好会劇団軟派船に所属。同時に当時結成されたばかりの京都大学の学内劇団だった劇団そとばこまちにも参加して1970年代の関西小劇場運動を経験。
1979年、早稲田大学文学部演劇科に入学。同級生に、現在の同大学学術院教授・小田島恒志や、劇団扉座主催の横内謙介、脚本家の北川悦吏子がいる。在学時代から劇団文学座の演出部に所属。1993年から1994年まで文化庁在外研修員としてロンドンに留学（研修先はRenaissance Theatre Company）。帰国後に文学座を退団。
2015年1月3日に妻を亡くし、半年後に当たるその年の自身の誕生日に自殺。妻が亡くなった時間と同じ時刻に命を絶ったとみられている。54歳没。

## 作品
- ザ・ロッキー・ホラー・ショー
- グッバイガール
- 郵便配達夫の恋
- カルメン
- 陽のあたる教室
- 恋人たちの予感
- ゴースト/ニューヨークの幻
- キス・ミー・ケイト
- スタンド・バイ・ミー
- チック・チック・ブーン!
- サバイバル・アイランド
- 34丁目の奇跡〜Here's Love〜
- ふしぎ少女探偵キャラ&メル
- バットボーイ
- リトル・ショップ・オブ・ホラーズ
- ロミオとジュリエット
- パル・ジョーイ
- BLUES IN THE NIGHT
- ドラキュラ
- カラミティ・ジェーン
- ディートリッヒ～2012再演版
- 新幹線おそうじの天使たち
- リーディング・ミュージカル　燃えよドラゴンへの道
- CHICAGO（宝塚歌劇100周年記念OGバージョン）

## 翻訳・訳詞
- ロックオペラ・モーツァルト
- イン・ザ・ハイツ
- メンフィス

## その他
1998年、ロックミュージカル「レント」の日本初演では、スーパーバイザーとして日本人プロダクションを指揮。また、ミュージカル「シカゴ」の日本公演では、日本側の演出責任者としてレジデント・ディレクターを務める。その他、一路真輝1stコンサートや、剣幸ディナーショー、由紀さおりドラマティックコンサート2013「PANDORA」等の構成演出。東京モーターショー（日産ブース）の総合演出。「ドラマティックライブ・IRIS」（イ・ビョンホン出演）等大型イベントのプランニング等、ミュージカルに限らず様々なライブ・エンターテインメント分野の構成演出を手がける。また、2013年2月シアターオーブ「モーツァルト」では、日本語台本・訳詞を担当。